# Rugby New York
Il Rugby New York è un club professionistico statunitense di rugby a 15. Milita nel massimo campionato del continente, la Major League Rugby, dal 2019.

## Storia
Nel 2018, in preparazione al successivo ingresso nel campionato, il Rugby United New York disputò una serie di amichevoli contro i Toronto Arrows e il Mystic River Rugby Club. Le prime partite furono anche le prime vittorie: contro gli Arrows per 36-19 e contro il Mystic per 50-0 in casa e 42-24 in trasferta. Per la stagione inaugurale furono annunciati Mike Tolkin come allenatore, Kees Lensing come allenatore degli avanti e James English in qualità di manager generale.
Il 7 Novembre 2018 fu inoltre annunciato lo stadio dove avrebbero giocato durante la stagione 2019: l'MCU Park. Successivamente la sede del club verrà spostata al Cochrane stadium.

## Statistiche

### Piazzamenti stagionali
| Anno              | Posizione  | Incontri | V  | P | S  | PS  | PR  | +/−  | PB | Pts | Playoff                                                         |
| ----------------- | ---------- | -------- | -- | - | -- | --- | --- | ---- | -- | --- | --------------------------------------------------------------- |
| 2019              | 4°         | 16       | 11 | 0 | 5  | 411 | 320 | +91  | 10 | 54  | Semifinale persa 22–24 contro i San Diego Legion                |
| 2020              | 5°         | 5        | 3  | 0 | 2  | 136 | 131 | +5   | 3  | 15  | Stagione annullata causa Pandemia                               |
| 2021              | 2°         | 16       | 10 | 0 | 6  | 448 | 419 | +29  | 13 | 53  | Finale di Eastern Conference persa 9-10 contro il Rugby Atlanta |
| Totale            | 3 stagioni | 37       | 24 | 0 | 13 | 995 | 870 | +125 | 26 | 122 |                                                                 |
| Playoff Raggiunti | 2          | 2        | 0  | 0 | 2  | 31  | 34  | -3   | NA | NA  | 0 titoli                                                        |

### Palmarès
- Major League Rugby: 1
2022

## Sponsor
Il club firmò un accordo con la compagnie Irlandese Magners e Bawnmore Beef Jerky per la stagione inaugurale. Riguardo allo sponsor ufficiale per la palestra invece la società collaborò con EVF Performance. Durante la stagione 2021 i principali partner sono stati Sword Performance e Mainfreight.
| Stagione | Azienda produttrice kit | Sponsor tecnico      |
| -------- | ----------------------- | -------------------- |
| 2018     | Paladin Sports          | Murphy Kennedy Group |
| 2019     | XBlades                 | Murphy Kennedy Group |
| 2020     | Paladin Sports          | ---                  |
| 2021     | Paladin Sports          | Mainfreight          |